# Gustavo Zanin
Gustavo Zanin (Codroipo, 18 aprile 1930 – Codroipo, 19 aprile 2021) è stato un organaro italiano.
La ditta collegata al suo nome, Francesco Zanin di Gustavo Zanin, è una casa organaria italiana, attiva a Codroipo, specializzata nella produzione di organi a canne a trasmissione meccanica.

## Attività
Ha costruito organi in numerose ed importanti chiese e basiliche, in Italia ed all'estero. Uno tra gli strumenti più riusciti è il grande organo a quattro manuali (sempre a trasmissione meccanica) del santuario di Santa Rita a Torino. Da ricordare anche il grande organo a tre manuali, costruito nel 2011 per il Salone dell'Organo del Conservatorio "Giuseppe Verdi" di Como. Un altro organo notevole, sempre a tre manuali, è sito nella Chiesa di Stella Maris di Milano Marittima ( RA); costruito nel 1970 da Franz Zanin, ha 44 registri e 3000 canne ca. ed è interamente a trasmissione elettrica. Un importante restauro ed ampliamento del grande organo Tamburini del 1926 del Santuario della Verna (AR).
Dal 1970 la ditta passò a Francesco Zanin figlio di Gustavo.

## Cronologia genealogica della famiglia Zanin
| Valentino Zanin 1797 - 1887 |                         |                         |                         |                         |                         |  |  |                         |                         |                         |                         |                         |                         |  |  |  |  |  |  |  |  |  |  |  |  |  |  |  |  |
|                             |                         |                         |                         |                         |                         |  |  |                         |                         |                         |                         |                         |                         |  |  |  |  |  |  |  |  |  |  |  |  |  |  |  |  |
|                             |                         |                         |                         |                         |                         |  |  |                         |                         |                         |                         |                         |                         |  |  |  |  |  |  |  |  |  |  |  |  |  |  |  |  |
| Giuseppe I 1825 - 1912      | Giuseppe I 1825 - 1912  | Giuseppe I 1825 - 1912  | Giuseppe I 1825 - 1912  | Giuseppe I 1825 - 1912  | Giuseppe I 1825 - 1912  |  |  | Pietro 1837 - 1928      | Pietro 1837 - 1928      | Pietro 1837 - 1928      | Pietro 1837 - 1928      | Pietro 1837 - 1928      | Pietro 1837 - 1928      |  |  |  |  |  |  |  |  |  |  |  |  |  |  |  |  |
| Giuseppe I 1825 - 1912      | Giuseppe I 1825 - 1912  | Giuseppe I 1825 - 1912  | Giuseppe I 1825 - 1912  | Giuseppe I 1825 - 1912  | Giuseppe I 1825 - 1912  |  |  | Pietro 1837 - 1928      | Pietro 1837 - 1928      | Pietro 1837 - 1928      | Pietro 1837 - 1928      | Pietro 1837 - 1928      | Pietro 1837 - 1928      |  |  |  |  |  |  |  |  |  |  |  |  |  |  |  |  |
| Beniamino 1856-1938         |                         |                         |                         |                         |                         |  |  |                         |                         |                         |                         |                         |                         |  |  |  |  |  |  |  |  |  |  |  |  |  |  |  |  |
|                             |                         |                         |                         |                         |                         |  |  |                         |                         |                         |                         |                         |                         |  |  |  |  |  |  |  |  |  |  |  |  |  |  |  |  |
|                             |                         |                         |                         |                         |                         |  |  |                         |                         |                         |                         |                         |                         |  |  |  |  |  |  |  |  |  |  |  |  |  |  |  |  |
| Francesco I 1889 - 1970     | Francesco I 1889 - 1970 | Francesco I 1889 - 1970 | Francesco I 1889 - 1970 | Francesco I 1889 - 1970 | Francesco I 1889 - 1970 |  |  | Giuseppe II 1896 - 1975 | Giuseppe II 1896 - 1975 | Giuseppe II 1896 - 1975 | Giuseppe II 1896 - 1975 | Giuseppe II 1896 - 1975 | Giuseppe II 1896 - 1975 |  |  |  |  |  |  |  |  |  |  |  |  |  |  |  |  |
| Francesco I 1889 - 1970     | Francesco I 1889 - 1970 | Francesco I 1889 - 1970 | Francesco I 1889 - 1970 | Francesco I 1889 - 1970 | Francesco I 1889 - 1970 |  |  | Giuseppe II 1896 - 1975 | Giuseppe II 1896 - 1975 | Giuseppe II 1896 - 1975 | Giuseppe II 1896 - 1975 | Giuseppe II 1896 - 1975 | Giuseppe II 1896 - 1975 |  |  |  |  |  |  |  |  |  |  |  |  |  |  |  |  |
| Gustavo 1930 - 2021         | Gustavo 1930 - 2021     | Gustavo 1930 - 2021     | Gustavo 1930 - 2021     | Gustavo 1930 - 2021     | Gustavo 1930 - 2021     |  |  | Franz 1933-2012         | Franz 1933-2012         | Franz 1933-2012         | Franz 1933-2012         | Franz 1933-2012         | Franz 1933-2012         |  |  |  |  |  |  |  |  |  |  |  |  |  |  |  |  |
| Gustavo 1930 - 2021         | Gustavo 1930 - 2021     | Gustavo 1930 - 2021     | Gustavo 1930 - 2021     | Gustavo 1930 - 2021     | Gustavo 1930 - 2021     |  |  | Franz 1933-2012         | Franz 1933-2012         | Franz 1933-2012         | Franz 1933-2012         | Franz 1933-2012         | Franz 1933-2012         |  |  |  |  |  |  |  |  |  |  |  |  |  |  |  |  |
| Francesco II 1956           |                         |                         |                         |                         |                         |  |  |                         |                         |                         |                         |                         |                         |  |  |  |  |  |  |  |  |  |  |  |  |  |  |  |  |
|                             |                         |                         |                         |                         |                         |  |  |                         |                         |                         |                         |                         |                         |  |  |  |  |  |  |  |  |  |  |  |  |  |  |  |  |
| Carlo 1985                  |                         |                         |                         |                         |                         |  |  |                         |                         |                         |                         |                         |                         |  |  |  |  |  |  |  |  |  |  |  |  |  |  |  |  |

## Riconoscimenti
- Sito ufficiale [collegamento interrotto], su santaritaorganfestival.com.